# Peñas de San Pedro

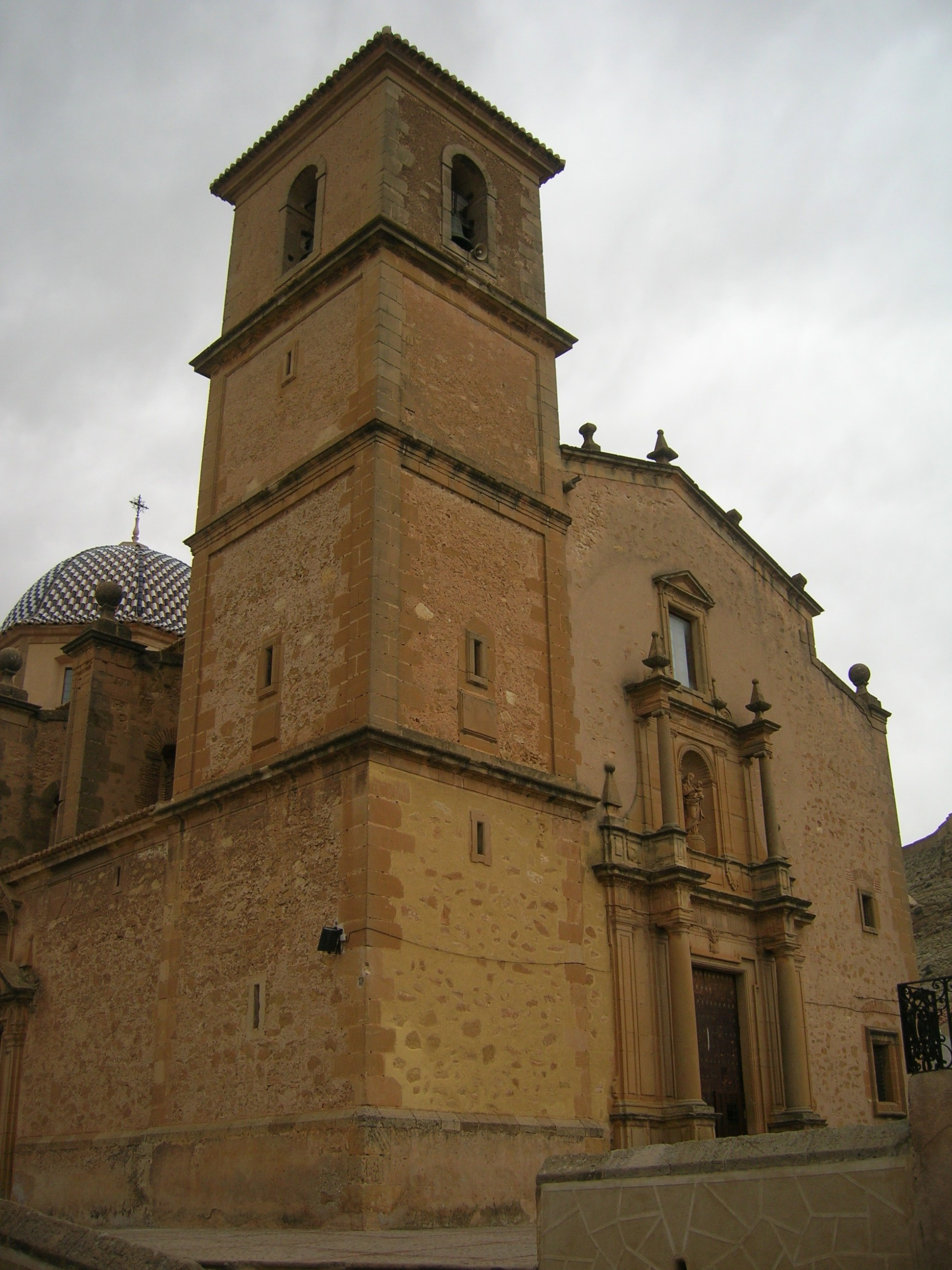
Nhà thờ Ntra. Sra. de la Esperanza de Peñas de San Pedro.

Peñas de San Pedro là một đô thị ở tỉnh Albacete nằm ở cộng đồng tự trị Castile-La Mancha của Tây Ban Nha. Đô thị Vilagrassa có diện tích là 158,75 ki-lô-mét vuông, dân số năm 2009 là 1311 người với mật độ 8,16 người/km². Đô thị Vilagrassa có cự ly km so với tỉnh lỵ Albacete.